# Andrej Andonoski
Andrej Andonoski (nacido el 2 de abril de 2002) es un jugador de baloncesto profesional macedonio del MZT Skopje de la Primera Liga de Macedonia.

## Carrera profesional
El 28 de enero de 2023, hizo su debut en la Liga ABA con el club de baloncesto macedonio MZT Skopje contra el SC Derby. El 13 de octubre de 2023, durante 28 minutos anotó 11 puntos en la victoria en la Segunda División de la Liga ABA contra Pelister.